# Halida Hanum Akhter

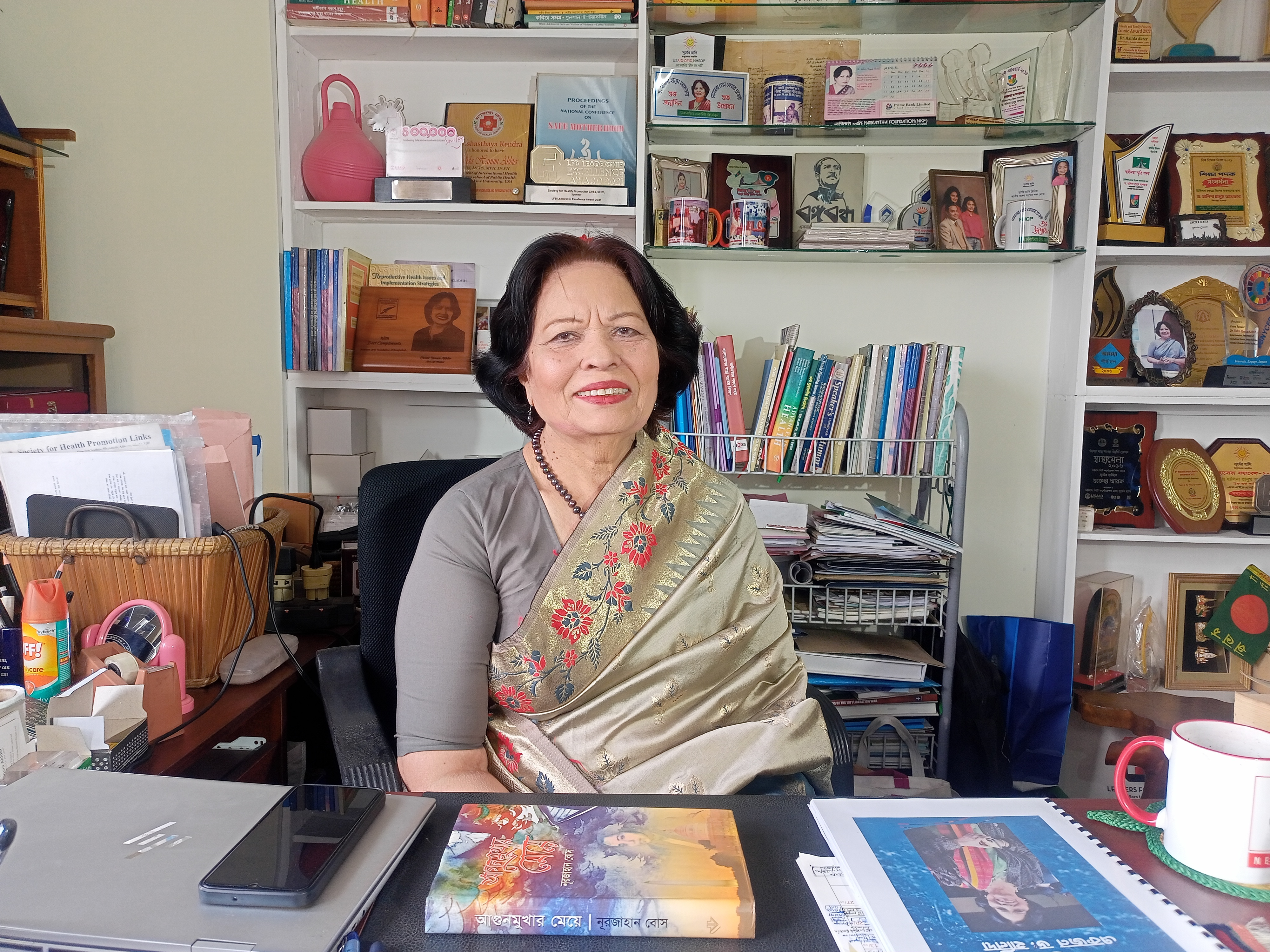
Halida Hanum Akhter (2023)

Halida Hanum Akhter (bengalisch হালিদা হানুম আখতার, *18. Januar 1945, Rajshahi, Britisch-Indien) ist eine bangladeschische Ärztin für reproduktive Gesundheit und Expertin für öffentliche Gesundheit.

## Karriere
Halida war Gründerin und Direktorin des Reproductive Health Research Institute of Bangladesh. Sie war Generaldirektorin der größten Familienplanungsorganisation in Bangladesch. Sie arbeitete als Senior Fellow in der Abteilung für internationale Gesundheit der Johns Hopkins Bloomberg School of Public Health an der reproduktiven Gesundheit von Frauen. Außerdem war sie Leiterin des NGO-Gesundheitsprojekts von USAID-DFID und Leiter von Pathfinder International. Sie richtete eine „Erdbank“ für schwangere Frauen ein.

## Auszeichnungen
- Entwicklungsländerpreis 1995, Justus-Liebig-Universität Gießen
- Bevölkerungspreis der Vereinten Nationen 2006[4][5]
- Begum Rokeya Padak von der Regierung von Bangladesch 2023